# جاك كينان
جاك كينان (بالإنجليزية: Jack Keenan)‏ هو لاعب كرة قدم بريطاني (وحمل سابقاً جنسية المملكة المتحدة لبريطانيا العظمى وأيرلندا) في مركز نصف الجناح، ولد في 1864 في كليذرو في المملكة المتحدة، وتوفي في 16 مارس 1906. لعب مع نادي بيرنلي.